# Midden-Brabant Poort Omloop 2024
12-й выпуск Midden-Brabant Poort Omloop — шоссейной однодневной велогонки по дорогам Нидерландов. Гонка прошла 30 июня 2024 года в рамках Европейского тура UCI 2024 (категория 1.2) и Кубка Нидерландов. Победу одержал бельгийский велогонщик Флорис Ван Трих.

## Участники
| UCI Continental Teams (7)- BEAT Cycling - Diftar Continental Cycling Team - Israel Premier Tech Academy - Metec-Solarwatt p/b Mantel - Novapor Speedbike - Parkhotel Valkenburg - Tarteletto-Isorex Любительские, клубные или региональные команды (15)- Dutch Food Valley Cycling Team - Spirit TBW Stuart Hall Cycling - Giant Store Assen-NWVG CT - GRC Jan van Arckel - JEGG-DJR Academy - WV De IJsselstreek - Sensa-Kanjers voor Kanjers - Sn Vitae Bim Bam Coaching RT - Willebrord Wil Vooruit - TWC De Kempen - Regioteam Oost - Thriva SRCT - Volharding Cycling Team - TWC Tempo - Hoppenbrouwers-Viro - AW Groep Swabo CT |
| |

## Маршрут
Трасса осталась неизменной по сравнению с трассой 2023 года. Классическая гонка протяжённостью 185 километров началась и закончилась в городе Гилзе. Оттуда гонщики проделали три круга длиной около 55 километров. Участники гонки проезжали большую часть круга вдоль бельгийской границы и столкнулись с двумя мощеными участками. В самом Гилзе и в его окрестностях было запланировано 2,5 финальных круга длиной более семи километров.

## Ход гонки
На финише первыми пришли Флорис Ван Трих и Каспер Ван дер Вуд. Они разыграли первое и второе место, соответственно. Тийн Луверенсен, прилично отстав от них, занял третье место.

## Результаты
| \| Генеральная классификация \| Генеральная классификация \| Генеральная классификация \| Генеральная классификация \| Генеральная классификация \| \| Гонщик \| Гонщик \| Команда \| Время \| \| \| ------------------------- \| ------------------------- \| --------------------------- \| ------------------------- \| ------------------------- \| \| 1-й \| Floris Van Tricht \| Israel Premier Tech Academy \| 4ч 06' 31 \| \| \| 2-й \| Каспер ван дер Вауде \| Metec-Solarwatt p/b Mantel \| + 1 \| \| \| 3-й \| Tijn Louwerensen \| \| + 19 \| \| |                      |                             |           |
| |                      |                             |           |
| |                      |                             |           |
| Генеральная классификация |                      |                             |           |
| Гонщик | Гонщик               | Команда                     | Время     |
| 1-й | Floris Van Tricht    | Israel Premier Tech Academy | 4ч 06' 31 |
| 2-й | Каспер ван дер Вауде | Metec-Solarwatt p/b Mantel  | + 1       |
| 3-й | Tijn Louwerensen     |                             | + 19      |